# 오스발트 슈펭글러
오스발트 슈펭글러(Oswald Spengler, 1880년 5월 29일 ~ 1936년 5월 8일)는 독일의 문화 철학자로 역사와 철학, 수학, 과학과 미술 등 여러 분야를 그의 유기적 역사 이론과 연관지은 박식가이다. 브란덴부르크에서 출생하여 수학, 역사와 미술을 공부하였다. 1908년 함부르크 고등 학교 교사를 지낸 후, 1911년 뮌헨으로 가서 저술에 전념하였다. 1918년과 1922년 두 권으로 출간되어 제1차 세계 대전 후의 유럽 사상계에 영향을 준 저서 《서양의 몰락》으로 유명하다. 《서양의 몰락》에서 슈펭글러는 세계의 역사를 유한한 인간 생애의 주기로 표현했다.
슈펭글러는 독일 국민주의자로 공화주의에 대한 비판자로 여겨지며, 바이마르 시기 보수혁명의 주요 인물 중 하나였다.

## 같이 보기
- 아널드 J. 토인비
- 서양의 몰락
- 테오도어 아도르노